# San Gabriel Tetzoyocan
San Gabriel Tetzoyocan es una localidad del estado mexicano de Puebla. Es cabecera del municipio de Yehualtepec.

## Toponimia
El nombre «San Gabriel» hace referencia al santo patrono de la localidad, el Ángel Gabriel. El nombre «Tetzoyocan» proviene de los términos en náhuatl Tezontli, tezontle; yotl, cualidad; can, lugar. Su significado es «lugar lleno de tezontle».

## Demografía
| Gráfica de evolución demográfica |
|                                  |

| Censo | Población |
| ----- | --------- |
| 1900  | 1 212     |
| 1910  | 1 254     |
| 1921  | 868       |
| 1930  | 1 080     |
| 1940  | 1 016     |
| 1950  | 1 388     |
| 1960  | 1 805     |
| 1970  | 2 052     |
| 1980  | 3 338     |
| 1990  | 4 070     |
| 1995  | 4 500     |
| 2000  | 5 141     |
| 2005  | 5 471     |
| 2010  | 6 060     |
| 2020  | 6 667     |